# Медио, Долорес
Мария Долорес Медио Эстрада (16 декабря 1911[…], Овьедо, Овьедо — 1996[…], Овьедо, Астурия) — испанская писательница, лауреат Премии Надаля 1952 года за произведение Nosotros, los Rivero. Её часто включают в «Поколение 36», группу писателей и поэтов, работавших во времена Гражданской войны в Испании.

## Биография

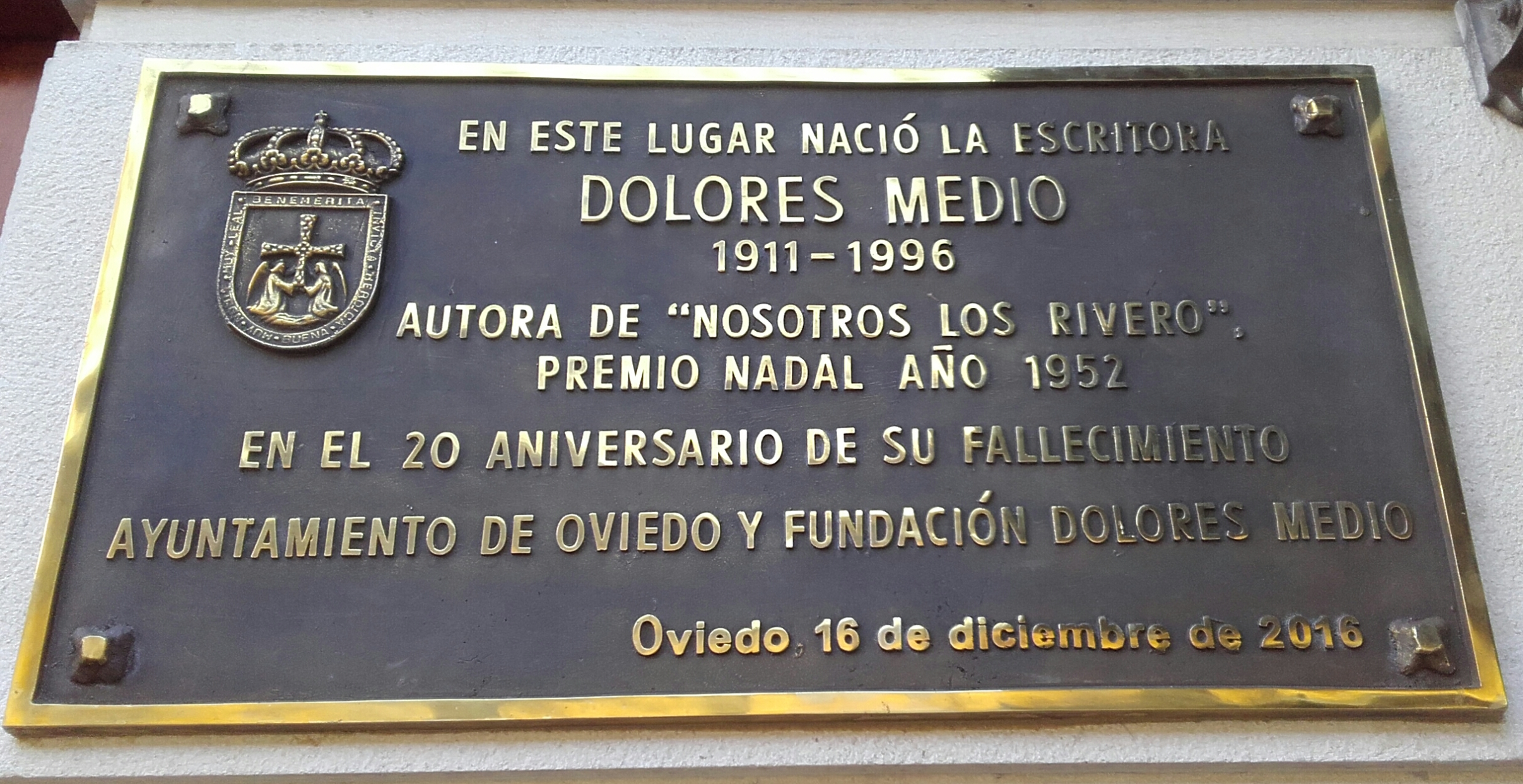
Памятная доска

Долорес Медио изучала педагогику, работала учителем в Наве, Астурия. В 1945 году она выиграла приз Конча Эспина на конкурсе, организованном национальным еженедельником Domingo con Nina. Она переехала в Мадрид, где работала в журнале под псевдонимом Амаранта, и там поступила в Школу журналистики. Она училась там, не оставляя преподавания, пока в 1952 году не выиграла Премию Надаля с Nosotros, los Rivero. Достигнутый успех позволил ей бросить преподавание и полностью посвятить себя литературе. Она связалась с тем, что она называла «настоящей мадридской богемой», став успешной писательницей.
В 1963 году она начала трилогию «Los que vamos a pie» работой Bibiana, в которой рассказывается о событиях (автобиографичных, как и в большей части её работ), связанных с демонстрацией в поддержку шахтёров. Опыт в тюрьме за эту демонстрацию был описан в Celda común. За Andrés она выиграла Premio Sésamo.
Трилогию в 1972 году продолжила La otra circunstancia. В 1982 году Долорес опубликовала El urogallo, рассказ, написанный между 1936 и 1939 годами, который не был опубликован ранее из-за проблем с цензурой.
Другие романы Долорес Медио — Funcionario público (1956), El pez sigue flotando (1959), Diario de una maestra (1961), Farsa de verano (1974) и El fabuloso imperio de Juan sin Tierra (1981).
Она является одним из ведущих представителей социальной литературы, а также реалистической социальной эстетики в Испании, получившей широкое признание в 1950-х и вплоть до 1960-х годов, когда социальная литература потеряла известность.
В 1981 году она создала Фонд Долорес Медио, которому она пожертвовала все своё имущество и который присуждает премию «Астурия». В 1988 году она вернулась в свой родной город Овьедо, который назвал её «Любимой дочерью», и был награждён Серебряной медалью Астурии. В 1992 году группа женских ассоциаций Астурии отдала ей дань уважения в Хихоне, где Совет женщин провёл конференцию и выставку, посвящённую её жизни и работе.
В 2003 году городской совет Овьедо решил заказать скульптуру в её память. Бронзовая работа скульптора Хавьера Морраса стоит на площади, носящей её имя, Пласа-де-Долорес-Медио, в районе Ла-Арганьоса.
16 декабря 2016 года, через 20 лет после её смерти, город Овьедо отдал дань уважения своему писателю, установив мемориальную доску в доме, где она родилась, на улице Рамон-и-Кахаль, её жизнь описана es, летописец города, написавший несколько работ о Долорес Медио.
4 декабря 2017 года Анхелес Касо представил новое издание Nosotros, los Rivero в издательстве Libros de la Letra Azul. В этом издании восстанавливается первоначальный текст архива администрации Алькала-де-Энарес, где хранится документация о цензуре во франкистской Испании. Издание включает пролог, написанный Касо, в котором рассказывается история произведения и документы, обнаруженные в Генеральном архиве, такие как письма цензора, отвергающие роман, и письма Долорес, защищающей его публикацию и соглашающейся удалить то, что требовали удалить цензоры. Это издание проиллюстрировано художницей Ребекой Менендес.

## Работы
- Nina (1946)
- El milagro de la noche de Reyes (1948)
- Nosotros, los Rivero (1953)
- Compás de espera (1954)
- Mañana (1954)
- Funcionario público (1956)
- El pez sigue flotando (1959)
- Diario de una maestra (1961)
- Bibiana (1963)
- El señor García (1966)
- Biografía de Isabel II de España (1966)
- Andrés (1967)
- Guía de Asturias (1968)
- Selma Lagerlöf (1971)
- La otra circunstancia (1972)
- Farsa de verano (1973)
- El bachancho (1974)
- El fabuloso imperio de Juan sin Tierra (1977)
- Atrapados en la ratonera: Memorias de una novelista (1980)
- El urogallo (1982)
- La última Xana: narraciones asturianas (1986)
- Oviedo en mi recuerdo (1990)
- En el viejo desván (Memorias) (1991)
- ¿Podrá la ciencia resucitar al hombre? (1991)
- Celda común (1996)